# Amyl format
Amyl format là một ester và là một hợp chất hữu cơ có công thức C6H12O2, khối lượng phân tử là 116,16 g/mol, nhiệt độ nóng chảy là -73,5℃, nhiệt độ sôi là 132 °C. Este này phản ứng với acid để giải phóng nhiệt cùng với rượu và acid. Các acid oxy hóa mạnh có thể gây ra một phản ứng mạnh, đủ để tỏa nhiệt trên các sản phẩm phản ứng. Nhiệt cũng được tạo ra bởi sự tương tác của ester với các dung dịch caustic. Hydro dễ cháy được tạo ra bằng cách trộn ester với kim loại kiềm và hydride.

## Tính chất vật lý
Amyl format là một chất lỏng không màu, có mùi mận đặc trưng, không hòa tan trong nước nhưng hòa tan trong rượu, ether và dầu, hơi của nó nặng hơn không khí, là chất rất dễ cháy.

## Ứng dụng
Amyl format được tìm thấy trong đồ uống có cồn, trong quả dâu tây, cà chua, thịt lợn được sấy khô và mật ong. Amyl format được sử dụng trong việc chế tạo hương liệu thực phẩm có mùi trái cây.

## Độc hại
Amyl format có thể gây độc nếu hít phải hoặc bị hấp thu qua da. Hít phải hay tiếp xúc với chất này có thể gây kích ứng hoặc cháy da và mắt. Hơi của nó còn có thể gây chóng mặt hoặc nghẹt thở. Nước chảy từ việc nóng chảy hoặc nước pha loãng có thể gây ô nhiễm.
Amyl format rất dễ gây cháy: dễ dàng bốc cháy bằng lửa, tia lửa hay ngọn lửa. Hơi có thể tạo thành hỗn hợp nổ với không khí. Hơi có thể đi đến nguồn đánh lửa và gây hỏa hoạn. Hầu hết hơi của nó nặng hơn không khí. Chúng sẽ lan dọc theo mặt đất và gây cháy nổ ở các khu vực thấp (cống rãnh, tầng hầm, bể chứa). Khí nổ của nó rất nguy hiểm khi ở trong nhà, ngoài trời hoặc ở trong hệ thống cống rãnh. Thải bỏ amyl format vào cống có thể gây nguy cơ hỏa hoạn. Thùng chứa kín có thể phát nổ khi bị đun nóng.